# Ільяшов Михайло Олександрович
Ільяшов Михайло Олександрович (25 грудня 1953) — український науковець і керівник у вугільній галузі. Доктор технічних наук, професор, лауреат Державної премії в галузі науки і техніки.

## Біографічні відомості
Народився в 1953 року, закінчив Донецький політехнічний інститут в 1976 році а фахом «Технологія і комплексна механізація підземної розробки родовищ корисних копалин».
Трудову діяльність розпочав в Українському філіалі Всесоюзного НДІ гірничої геомеханіки і маркшейдерської справи, де працював до 1986 року. Заочно закінчив аспірантуру, 1984 року захистив кандидатську дисертацію. В період 1987—1992 років — завідувач лабораторією в Макіївському державному НДІ з безпеки робіт у гірничій промисловості. 1990 року — старший науковий співробітник інституту.
В липні 1992 року призначений заступником тех. директора міжгалузевого виробничого об'єднання «Дон», з 1993 по 2004 рік — заступник генерального директора концерну «Енерго». В період 2000—2004 років — голова Наглядової Ради ВАТ ВК Шахта "Красноармійська-Західна №1". 2000 року захистив докторську дисертацію на тему «Ефективна та безпечна розробка вугільних пластів, схильних до газодинамічних явищ, у зонах підвищеного гірничого тиску». З 2004 року — директор з питань агропромисловому комплексу і торгівлі ЗАТ «Донецьксталь».
Автор понад 240 наукових публікацій, в тому числі 35 монографій і навчальних посібників, 40 винаходів.

## Нагороди, звання
Повний кавалер знаку «Шахтарська слава», Заслужений шахтар України, кавалер почесної відмінності Держнаглядохоронпраці України «За доблесну службу».
Нагороджений Почесною грамотою Верховної Ради України, орденом «Срібний хрест козацької слави».